# Erythromma viridulum
Erythromma viridulum là loài chuồn chuồn trong họ Coenagrionidae. Loài này được Charpentier mô tả khoa học đầu tiên năm 1840.

## Hình ảnh

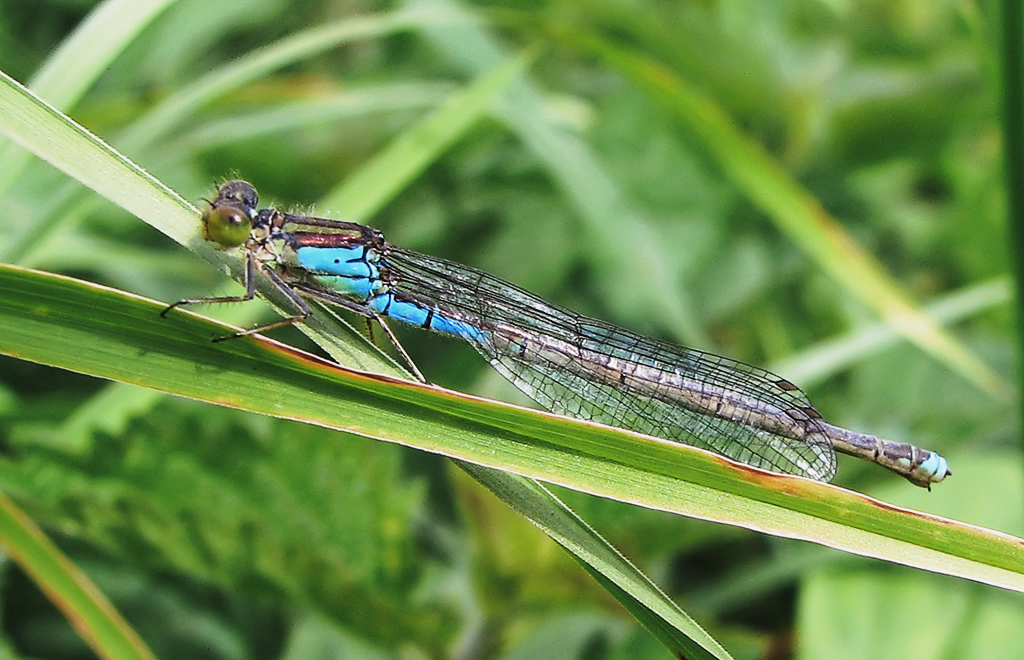
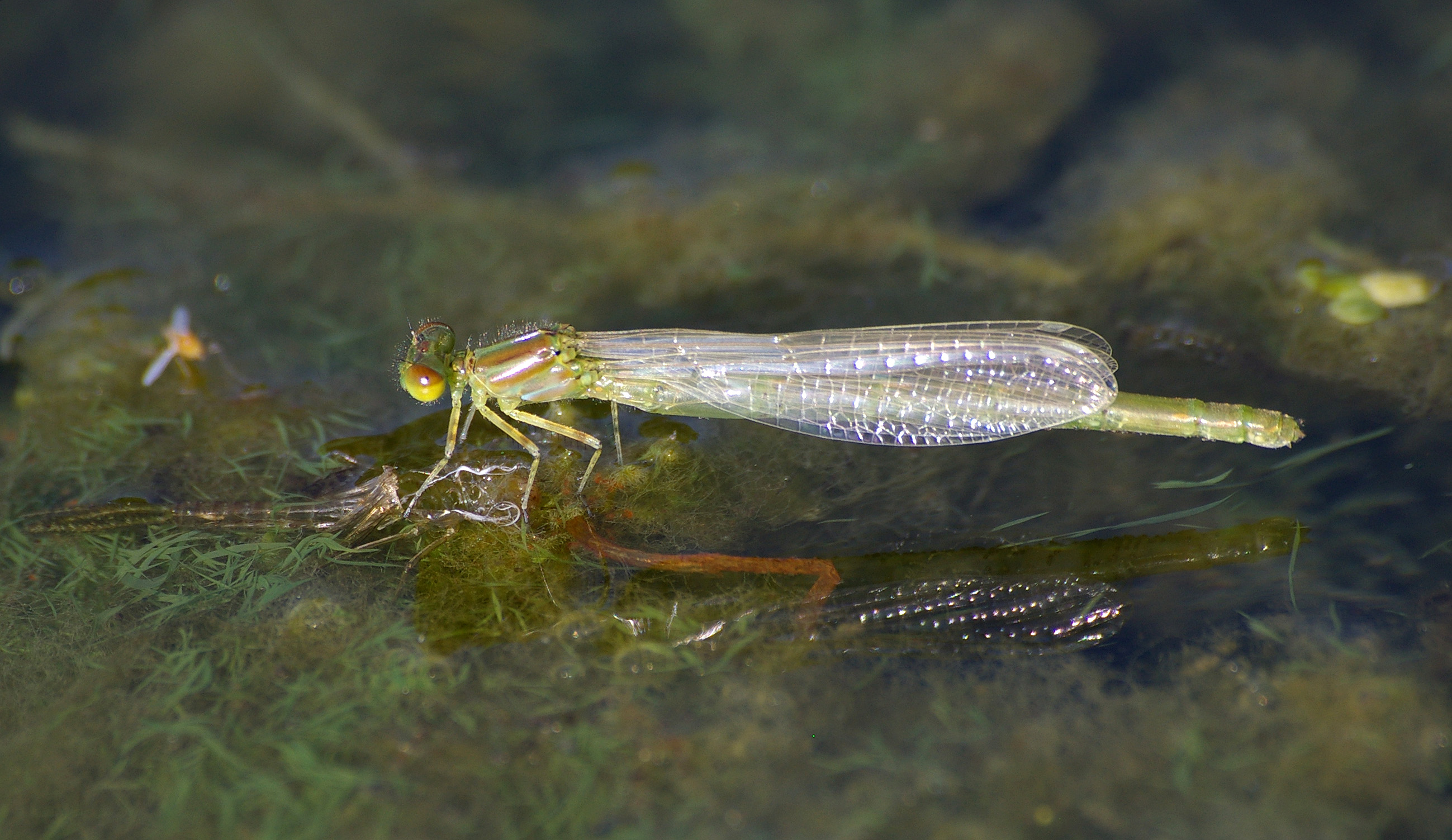
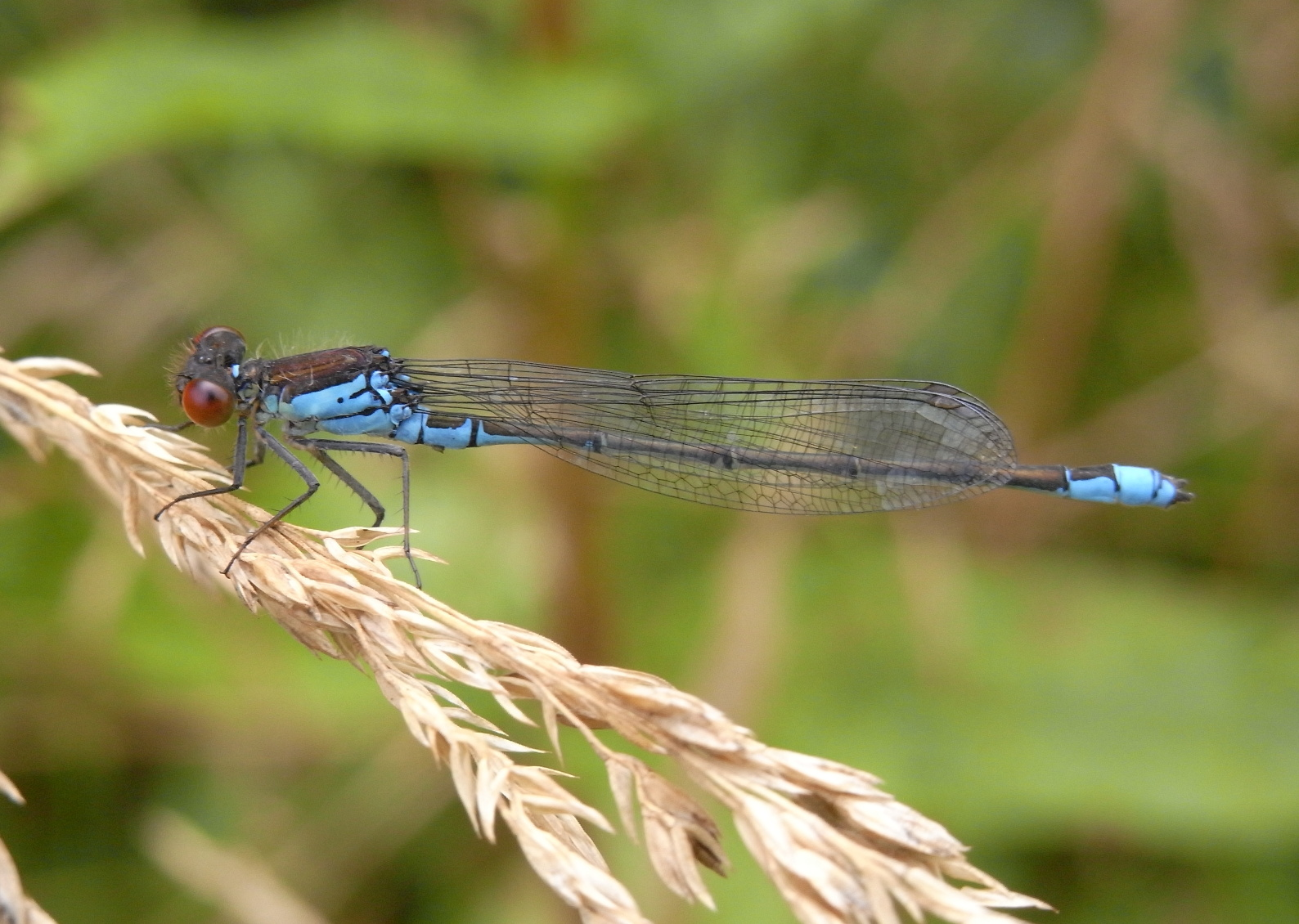
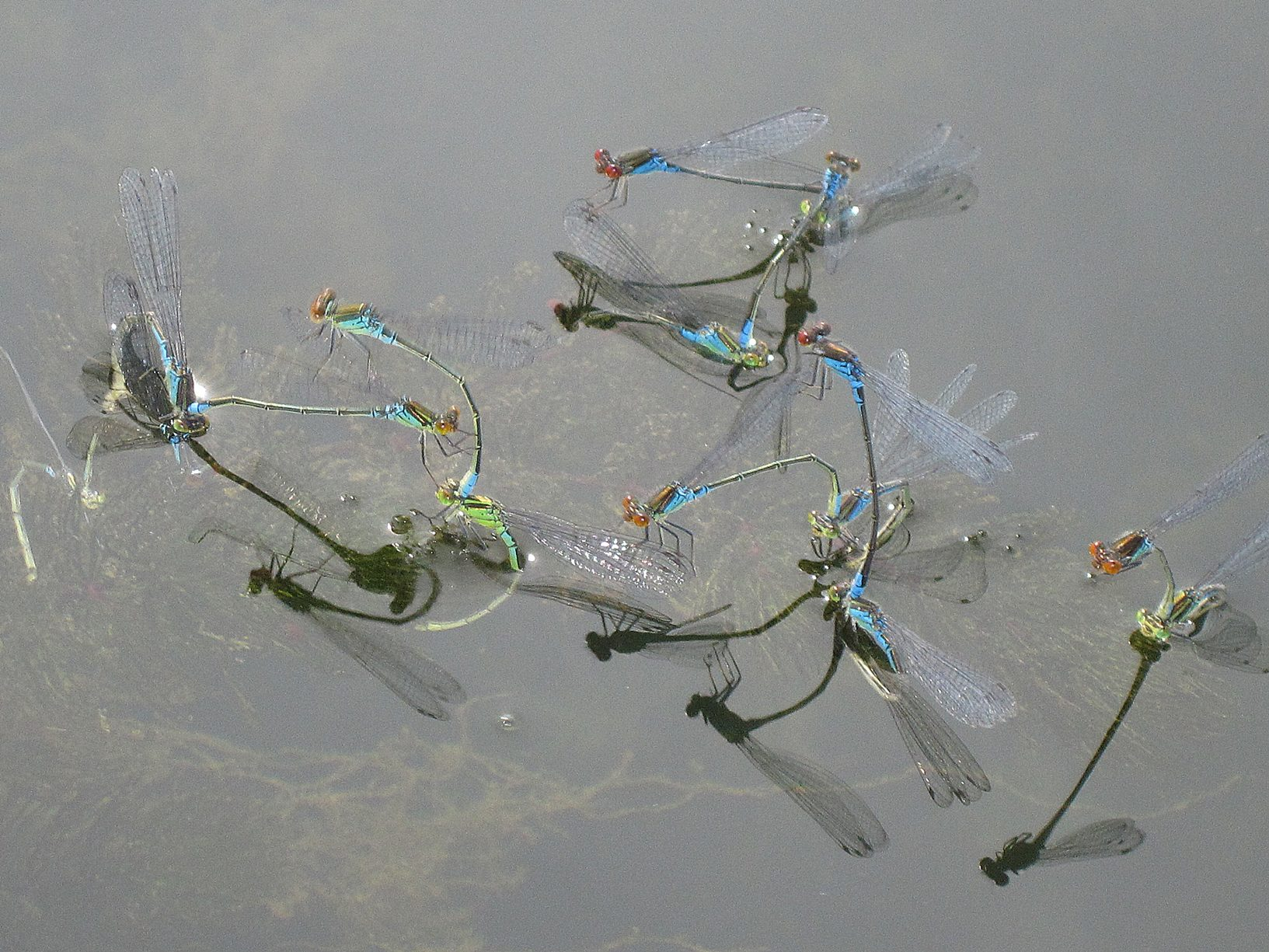